# Cyathura terryae
Cyathura terryae là một loài chân đều trong họ Anthuridae. Loài này được Müller miêu tả khoa học năm 1990.